# Liberec
Liberec (Reichenberg en alemany) és la capital de la regió de Liberec (República Txeca). Es troba a la zona dels Sudets.

## Fills il·lustres
- Jaroslav Ridky (1897-1956) compositor musical
- Christoph Demantius (1567-1643) compositor musical